# ليتل فيلي جون
ليتل فيلي جون (بالإنجليزية: Little Willie John)‏ هو موسيقي أمريكي، ولد في 15 نوفمبر 1937 في مقاطعة أواتشيتا في الولايات المتحدة، وتوفي في 26 مايو 1968 في ديترويت في الولايات المتحدة بسبب نوبة قلبية.

## وصلات خارجية
- ليتل فيلي جون على موقع IMDb (الإنجليزية)
- ليتل فيلي جون على موقع الموسوعة البريطانية (الإنجليزية)
- ليتل فيلي جون على موقع ميوزك برينز (الإنجليزية)
- ليتل فيلي جون على موقع ميوزك برينز (الإنجليزية)
- ليتل فيلي جون على موقع إن إن دي بي (الإنجليزية)
- ليتل فيلي جون على موقع أول ميوزيك (الإنجليزية)
- ليتل فيلي جون على موقع ديسكوغز (الإنجليزية)